# Hell Baby
Hell Baby è un film del 2013 scritto e diretto da Thomas Lennon e Robert Ben Garant.